# ハイカナガシラ
ハイカナガシラ (学名：Eutrigla gurnardus) は、ホウボウ科に分類される魚類の一種。東大西洋、地中海、黒海に分布する。食用として漁獲され、発音することが知られる。ハイカナガシラ属 (学名：Eutrigla) は単型。

## 分類
1758年にカール・フォン・リンネによって「自然の体系 (第10版)」の中で Trigla gurnardus として記載され、タイプ産地はイギリス近海であった。1938年、イギリスの魚類学者であるフレイザー・ブルーナーにより単型の属に分類された。属名は「eu (良いまたは非常にを意味する形容詞)」と「trigla (ホウボウ科のタイプ属)」を組み合わせたもので、発達した側線鱗に由来する。種小名は英語でホウボウ類を意味する。

## 分布
アイスランド、ノルウェーから南はモロッコまでの大西洋東部に分布し、北海、バルト海南部、およびマデイラ島沖でも見られる。地中海では、スペイン東部からトルコ、黒海まで分布する。

## 形態
頭部は大きく、後頭部の溝は浅い。背びれは2基あり、第一背鰭は7 - 10棘から、第二背鰭は18 - 20軟条から成る。臀鰭は17 - 20軟条から成り、胸鰭は短く、臀鰭の起点まで伸びている。側線鱗は体の鱗よりわずかに大きく、棘があり、後縁は鋸歯状。胸部に鱗は無いが、腹部は部分的に鱗で覆われている。体色は通常灰褐色で、まれに赤みがかった個体もおり、背中と脇腹は赤みを帯びる。腹面はクリーム色で、背中と脇腹は通常小さな白い斑点で覆われている。第一背鰭には大きな円形の黒い斑点がある。全長は通常30 cmだが最大60 cmに達し、体重は956 gに達する。

## 生態
主に砂地の海底に生息し、まれに岩場や泥地でも見られる。生息水深は通常140 m未満だが、イオニア海東部では、水深340 mまで記録されている。エビやカニなどの甲殻類、ハゼ、カレイ、タイセイヨウニシン、イカナゴなどの小魚を捕食する。競争の際発音することが知られている。小さな個体は大きな個体よりも多くの音を発し、ノック音よりもうめき声のような音の方が多く発せられる。小型個体の方が餌をめぐって競争することが多いためだと考えられる。アイルランドではcuckoo fish、knoud、noudと呼ばれる。

## 人との関わり
食用として重要な種であり、底引網、刺し網、釣りで漁獲され、新鮮なまま販売される。